# Коротеев, Владимир Константинович
Владимир Константинович Коротеев (род. 10 сентября 1955, Коломна, Московская область, РСФСР, СССР) — советский альпинист, покоритель Эвереста (1993), мастер спорта СССР международного класса (1989), заслуженный мастер спорта СССР (1989).

## Биография
Окончил Московский институт нефтехимической и газовой промышленности им. И. М. Губкина, специалист по радиационной химии. Имеет научные публикации и патенты. Руководит предприятием.
Альпинизмом начал заниматься в секции МИНХГП. После окончания вуза тренировался в секции Московского государственного технического университета им. Баумана.
В 1983 году покорил пик Победы. Маршрут, по которому он покорил пик Хан-Тенгри в 1986 году, принято называть «путём Коротеева». В 1988 году покорены пики Победы (повторно) и Военных Топографов.
В 1989 году был включён в тибетскую экспедицию, хотя имел лишь разряд кандидата в мастера спорта СССР. Во время подготовки траверса 9 апреля 1989 в группе Елагина поднялся на Главную вершину Канченджанги (8586 м) по новому пути с перемычки между Средней и Главной вершинами. После этого участвовал в траверсе четырёх восьмитысячных вершин массива. 1 мая группа поднялась на Южную вершину (8491 м), в тот же день на Среднюю (8478 м) и Главную, 2 мая на Западную (Ялунг-Канг, 8505 м).
Награждён орденом «Знак Почёта», удостоен звания заслуженного мастера спорта и мастера спорта международного класса.
В 1990 в составе команды Москвы сделал траверс-первопрохождение Ашатской стены.
В июле 1992 совершил одноразовое восхождение на пик Е. Корженевской, затем в октябре дважды взошёл на Шиша-Пангму 8046 м, причем второй раз — первым из отечественных альпинистов — в одиночку и в скоростном темпе: за один день от лагеря «5800» до вершины и обратно.
В 1993 четыре участника Московской экспедиции, организованной совместно с альпинистом-спонсором А. Г. Волгиным, — А. Муравлёв, В. Яночкин, Б. Башкиров, В. Коротеев, — через Южное седло взошли на Эверест.
После окончания Московской школы инструкторов альпинизма в 1984 году занимается тренерской и общественной работой по популяризации альпинизма и скалолазания.
Член Федерации альпинизма России, президент Фонда содействия альпинизму, скалолазанию и горному туризму.